# Алимов Євген Олександрович
Євге́н Олекса́ндрович Али́мов (нар. 1 червня 1979, м. Харків, УРСР) — український актор театру.

## Життєпис
У 2005 році закінчив театральний факультет Харківського національного університету мистецтв імені Івана Котляревського де у майстерні Анатолія Яковича Літка здобув освіту актора драматичного театру та кіно. Одразу по закінченню вишу, вирушив до Донецька. Там молодого артиста було зараховано до складу трупи Донецького національного академічного українського музично-драматичного театру. У 2007 році Євген повернутися до рідного міста аби служити у трупі Харківського академічного драматичного театру під керівництвом А.С.Барсегяна. Згодом отримав пропозицію працювати в авторському театрі «Може бути». Під час повномасштабного вторгнення Росії в Україну у 2022 році залишився у Харкові підтримувати мистецький фронт України.

## Акторські роботи у театрі
Харківський академічний драматичний театр
- Жевакін – М.В.Гоголь «Одруження»[4]
- Фока – М.А.Булгаков «Майстер і Маргарита»[5]
- Сержант Морріс – Д. Пристли «Аморальна Комедія»[6]
- Мужик – Г.Горін «Поминальна молитва»[7]
- Бентлі – С.Моем «Віддана дружина»[8]
- Жорж – М. Фермо «Двері хлопають»[9]
- Блазень Лакоста – Г.Горін «Блазень Балакірєв, або Придворна комедія»[10]
- Флендер Шелдок – А.Аркадин-Школьник  «Глядачам дивитися заборонено»[11]
- Гурмижский – А.Н.Островський «Садиба «пеньки»[12]
- Му де Звон – Э.Э.Шмитт  «Фредерік, або Бульвар Злочину»[13]
- Педрилло – Г. Горін «Блазень Балакірєв, або Придворна комедія» [14]
- Отець Августін – Р.Шеридан «Дуенья»
- Яков – А.П.Чехов «Чайка»
- Перший чоловік – В.Мережко «Я – жінка»
- Геккерен – «Пушкин.племя» реж. А.Середин[15][16]
- Сержант Морріс – Д.Прістлі «Аморальна комедія» реж. А.Вецнер[17]
- Хассе – Еріх Марія Ремарк «Три товариши»[18]
- Вершинін – А.П.Чехов «Три сестри»[19][20]
- Білий головнокомандувач – М.Булгаков «Біг»[21][22]
- Хові Ньюсом – Т.Уайлдер «Наше Містечко»[23][24]

Авторський театр «Може бути»
- 2021 «Проект «Дружина»  — авторська трагікомедія на дві дії. Режисери – Роман Жиров, Сергій Аксьонов[25][26][27]